# Piskal
Piskal – wieś położona w południowo-wschodniej części Albanii w gminie Novoselë. Wieś znajduje się 127 kilometrów od stolicy państwa, Tirany.